# Mean Mr. Mustard
Mean Mr. Mustard – utwór zespołu The Beatles, napisany przez Johna Lennona, umieszczony na albumie Abbey Road.

## Twórcy
- John Lennon – wokal, pianino
- Paul McCartney – wokal, gitara basowa
- George Harrison – wokal, gitara prowadząca
- Ringo Starr – perkusja